# Reconquista (grupo extremista português)
Reconquista é um grupo ultranacionalista, supremacista e nacionalista branco português, fundado em junho de 2023 e liderado por Afonso Gonçalves e Alexandre Gazur. O grupo tem vindo a se destacar como um dos principais grupos militantes da extrema-direita em Portugal, em particular no discurso de ódio contra a imigração, de cariz marcadamente misógino, homofóbico e transfóbico.

## Portuguezes
Este grupo neonazi utiliza frequentemente a expressão  "portuguez", uma antiga grafia da palavra português. Segundo os líderes do movimento, ser portuguez significa ser descendente exclusivamente de povos europeus, uma clara demonstração de racismo por parte do movimento.

## Caracterização
O foco do grupo é a "retoma" de Portugal dos não-portugueses étnicos e a expulsão de estrangeiros, tomando o nome da Reconquista Cristã, termo usado para descrever a expulsão dos mouros da Península Ibérica, concluída com a conquista de Granada em 1492.
O grupo tem sido descrito como ultranacionalista e supremacista branco, articulando-se frequentemente com o Grupo 1143, do neonazista Mário Machado, nos spaces do Twitter, espaços de debate em áudio daquela plataforma amplamente utilizados por ambos os grupos. A misoginia é uma das marcas mais distintivas deste grupo, que tem vindo com o tempo a explorar outras pautas, como a “ideologia de género”, focando-se posteriormente com maior intensidade na imigração. Segundo Gonçalves, o objetivo do Reconquista é “radicalizar a política em Portugal” e “formar a elite do futuro” de Portugal.
Tanto o Reconquista como o Grupo 1143 têm Adolf Hitler como uma das suas inspirações, tendo Afonso Gonçalves feito um ensaio fotográfico com um bigode a imitar o ditador alemão e a legenda “Weimar conditions require Weimar solutions”, em referência ao período anterior à ascensão do Partido Nazi na Alemanha.
Apesar de Gonçalves descrever o movimento como "sem qualquer filiação partidária", e por esse motivo sem enquadramento na extrema-direita, é apoiante e participante ativo nas campanhas do partido Chega. O grupo mantém uma relação próxima, embora por vezes conflituosa, com a Juventude Chega. Líderes da Juventude Chega têm mostrado apoio ao novo movimento, como o líder da Juventude Chega de Coimbra, João Antunes, igualmente descrito como supremacista branco, que twittou uma foto posando com Gonçalves com o texto “Reconstruir Portugal #Reconquista”. Também o líder da Juventude Chega do Porto, Francisco Araújo, usou o seu canal no Telegram para promover o próximo congresso e convencer o seu público a comprar ingressos para o evento. Outros membros da Juventude Chega têm participado de eventos no YouTube com Gonçalves, embora alguns tenham sido repelidos pela misoginia de Gazur e Gonçalves. João Antunes, que regularmente defende o alegado traficante humano Andrew Tate, escreveu em resposta a um vídeo publicado por Gazur de um personagem de jogos de vídeo que continuamente espanca uma personagem feminina que “isso não representa o meu tipo de direita”. Do mesmo modo, Antunes sentiu-se obrigado a defender as mulheres depois de Gonçalves afirmar que uma “mulher que não chega ao casamento virgem não tem valor como esposa”. Joana Pinto Azevedo, líder da Juventude Chega de Braga, denunciou publicamente Gonçalves pelos seus comentários nos quais defende a noção de que “mulheres não deveriam ter redes sociais nem votar”.
Após as eleições legislativas de 2024, e da vitória alcançada com a eleição de 50 deputados do Chega, o Reconquista tem vindo a pressionar a radicalização do partido na área da imigração, usando como estratégia o termo "remigração", eufemismo para deportação em massa, nomeadamente de imigrantes não brancos e seus descendentes, ideia que tem vindo a ser difundida por membros da juventude do Chega nas redes sociais.
Segundo o cientista político Vicente Valentim, autor do livro "O Fim da Vergonha", referindo-se a grupos como o Reconquista, é comum partidos políticos terem pessoas ou grupos para divulgar o discurso mais extremista, sem que estejam formalmente filiados, ou pertencendo a uma hierarquia mais baixa do partido, transmitindo de forma mais extremista o que a cúpula do partido diz de modo ambíguo. Por outro lado, segundo o politólogo Riccardo Marchi, Afonso Gonçalves, tal como Mário Machado, por mais que discordem do Chega em relação à identidade nacional, viram no seu líder André Ventura “uma janela de oportunidade nunca vista em Portugal para fazer avançar um certo tipo de ideia”, apelando abertamente ao voto no Chega. Segundo Marchi, tais grupos não representam minimamente um perigo para ninguém e mesmo as tentativas iniciais de integrarem o Chega, por exemplo, foram travadas imediatamente pela própria direção do partido ainda em 2019. Já Heidi Beirich, investigadora e cofundadora do projeto GPHAE, afirma que os grupos apresentam riscos, o maior deles na forma de crimes de ódio e terrorismo, habitualmente dirigidos contra imigrantes e outras pessoas por eles visadas e humilhadas, podendo também ameaçar os Direitos Humanos em geral através da sua influência na política.
Segundo Cátia Moreira de Carvalho, investigadora de extremismo e radicalização, os jovens em formação de personalidade são “mais predispostos” a aderirem a movimentos extremistas como o Reconquista, devido à perceção de ameaça e de ataque à identidade, tomando a equidade de género como ameaça à perceção de dominância do patriarcado, fazendo com que não se sintam confortáveis com estes novos papéis pouco definidos e pouco conformes aos seus padrões mentais. Moreira de Carvalho vê a situação como perigosa, especialmente para as mulheres, fazendo ressurgir na agenda política e no debate público temas que "há muito deviam estar arrumados numa gaveta e deviam ser consensuais na sociedade", questionando os direitos conquistados pelas mulheres a muito custo, com potencial de minar o futuro das mulheres mais jovens.
O Reconquista, tal como o 1143, está na mira das autoridades portuguesas, tendo sido referenciado no Relatório Anual de Segurança Interna (RASI) 2023, no qual se diz que "foram criados projetos e organizações por jovens que estendem o alcance da mensagem extremista a uma nova geração com um perfil distinto […] e projetos com convergência ideológica com a extrema-direita mesmo que, por vezes, perpassem a sua versão clássica com ideias patriarcais e misóginas.”

### Fundadores e liderança
De acordo com o Global Project Against Hate and Extremism (GPAHE), que em outubro desse ano incluiu a organização no seu relatório sobre o ódio e grupos extremistas de extrema-direita em Portugal, Gonçalves "é um supremacista branco e misógino, que se apresenta como um líder autoritário", descrevendo-se a si próprio como transfóbico, ultranacionalista, racista e xenófobo. Começou militando nas redes sociais em 2022, inspirado pela entrada de André Ventura no parlamento em 2019, estreando o canal de Telegram com um vídeo intitulado “o feminismo é uma doença”. Outra das suas primeiras publicações foi uma foto em que simulava dar uma bofetada na deputada Inês Sousa Real, do PAN. Gonçalves é particularmente conhecido pela sua misoginia, assim como pelas suas críticas ao Sufrágio feminino, sexo casual e mulheres sentadas em público, referindo-se às mesmas como “prostitutas” e “baratas”. Gonçalves argumenta que mulheres que se divorciam não deveriam “ter direito a receber dinheiro/bens” dos maridos, e deveriam ser obrigadas a “pagar pelos danos causados à família”. Considera o aborto um crime contra a humanidade, pedindo que mulheres que realizem esse procedimento recebam a pena de morte. Segundo Gonçalves, “famílias não tradicionais” são uma “aberração”, “80% de todos os divórcios são iniciados por mulheres” e pessoas de ascendência africana estão criando uma “substituição populacional” de pessoas de ascendência europeia. Argumentou que “homens afro-americanos têm 12 vezes mais probabilidade de cometer assassinato do que homens brancos”. Gonçalves afirmou que “a imigração brasileira e as suas consequências são a principal ameaça à sobrevivência de Portugal”, associando frequentemente as mulheres brasileiras à prostituição, assim como qualquer mulher que frequente um ginásio, use as redes sociais ou tenha qualquer opinião. O caráter extremo dos seus preconceitos levou o Twitter a suspender tanto a sua conta principal quanto a secundária, por “comportamento abusivo”, tendo já sido, desde então, restituída.
O outro membro fundador, Alexandre Lima Gazur, engenheiro informático natural de Viseu, é um YouTuber de extrema-direita, funcionando como coorganizador e promotor dos protestos da Reconquista. É militante do Chega, tendo servido como delegado na 5.ª Convenção Nacional do partido, realizada na sua cidade natal. É conhecido por seu antissemitismo, acreditando no “controle judeu” do mundo. Em resposta à publicação do relatório sobre Portugal da GPAHE, Gazur acusou a organização de ser finaciada por George Soros, um tema recorrente entre grupos antissemitas e conspiracionistas. Gazur é conhecido por comentários racistas e polémicos, como os feitos em resposta a um vídeo no Twitter sobre as políticos Katar Moreira e Ossanda Liber, ou os ataques ao próprio deputado do Chega, Marcus Santos, que descreveu como "preto africano, que fala brasileirês". Tal como Gonçalves, Gazur acredita que há uma “substituição populacional” em andamento do povo português, em referência à teoria da conspiração da “Grande Substituição”, argumentando que “deportar todos os imigrantes” que usam o serviço de saúde “gratuitamente” resolveria 90% de todos os problemas do sistema. Pediu que os jovens que participam de eventos do Orgulho LGBT+ sejam “presos pelo Estado”. No seu canal de Telegram, compartilha regularmente mensagens do supremacista branco americano negador do Holocausto Nick Fuentes e do neonazi Andrew Anglin. Após Elon Musk comprar o Twitter teve a conta restaurada, sendo posteriormente suspensa.
O Antibrasileirismo é um dos conceitos mais disseminados por vários membros do Reconquista. Além de afirmar que a imigração brasileira representa um elevado perigo à preservação da identidade portuguesa, o grupo sustenta, explorando o facto de o Brasil ser um dos países mais violentos do mundo, que os brasileiros, como um todo, são naturalmente mais propensos à violência, com um índice de homicídios per capita 46 vezes superior ao dos portugueses.

### Militância
A maioria dos adeptos da Reconquista são homens brancos de ascendência portuguesa. Participantes identificados pela GPAHE de seus canais no Telegram incluem Nita, tradwife que participou da manifestação no SEF; Miguel Morato, skinhead nacionalista ligado ao Grupo 1143, e ao canal mantido por Mário Machado, “Racismo contra Europeus”, que compareceu tanto à manifestação antimuçulmana quanto ao protesto no SEF; e Carlos José Martelo Pagará, candidato do partido de extrema-direita Ergue-Te por Évora em 2022, que apareceu na manifestação de 4 de julho. Ricardo Camões Coutinho, descrito pelo GPAHE como supremacista branco, membro do Chega e delegado por Aveiro na 5.ª convenção do partido, também participou da manifestação. A média de idade dos membros é de 23 anos, sendo o alinhamento com a misoginia um dos requisitos.
O grupo alia o ativismo de rua com um grande foco na internet, misturando os dois tipos de ações. As atividades na rua, como protestos e instalação de faixas e autocolantes com frases xenófobas em locais públicos, são filmadas e fotografadas, sendo depois criadas comunicações para as redes como o Telegram e o TikTok, onde atingem uma camada mais jovem da população. Segundo o RASI 2023, o crescimento da extrema-direita entre as gerações mais jovens "deveu-se, em grande parte, ao esforço desenvolvido na esfera virtual, tornando-a o seu principal veículo de disseminação de propaganda e motor de radicalização e contribuindo, assim, para a proliferação das narrativas extremistas, que atingem um público mais alargado e diversificado.”
Com o passar dos meses e o aumento no número de militantes, o grupo profissionalizou-se, com a contratação de um web designer. Os vídeos iniciais, gravados sem microfone e sem edição, deram lugar a produções mais elaboradas, com linguagem padronizada e estratégias de marketing bem delineadas. A estratégia de comunicação passa igualmente pela articulação nacional e internacional entre grupos com ideias semelhantes, como a página Invictus Portucale, com quase cem mil seguidores nas redes sociais, ou a Rádio Genoa, plataforma digital internacional de notícias falsas e descontextualizadas sobre imigração, parceira da Reconquista e do Grupo 1143.
O alcance da narrativa tem sido limitado pelos mecanismos de moderação das plataformas, que levaram o YouTube a derrubar o canal inicial da Reconquista durante as exibições dos primeiros vídeos da série "A Grande Invasão". Os perfis no Twitter/X foram banidos, embora já tenham retornado.

### A Grande Invasão
O grupo produziu uma série de 18 vídeos intitulada A Grande Invasão, considerada pelo Diário de Notícias um dos melhores exemplos de propaganda anti-imigração com o objetivo de atuar no viés de confirmação da população. A produção baseia-se na teoria da conspiração nazifascista e nacionalista branca da Grande Substituição, já referida várias vezes por André Ventura e uma das bases do grupo europeu Identidade e Democracia (ID), do qual o Chega faz parte. De acordo com Gonçalves, os objetivos foram “tornar a substituição populacional em tema de debate nacional” e “levar esta realidade a todos os lares Portugueses antes das eleições”. Ao serem divulgados nas redes sociais, todos os posts foram acompanhados da hashtag #Chega, sendo amplamente partilhados por militantes desse partido. A publicação desenrolou-se precisamente até às eleições legislativas de 10 de março de 2024, sugerindo que o seu objetivo terá sido efetivamente criar um ambiente favorável ao Chega nessas eleições.
Cada um dos vídeos foi filmado num distrito do país, iniciando-se pelo Porto, contando estórias que vão ao encontro da narrativa do Chega, de que os imigrantes são criminosos, que não trabalham e que vivem de subsídios, levando-o a incluir no seu programa eleitoral medidas inconstitucionais como a criação do crime de residência ilegal e a proibição do acesso a apoios sociais nos primeiros cinco anos de residência. Gonçalves descontextualizou as informações recolhidas, editando-as para ocultar respostas, não tendo informado os participantes do objetivo real das entrevistas, induzindo as respostas pretendidas aos imigrantes, a maior parte dos quais não falava português ou apresentava mesmo dificuldades em entender inglês. Participantes que esconderam o rosto e pediram para não ser filmados, incluindo requerentes de proteção internacional, foram expostos. Gonçalves entrou em hotéis e pousadas de juventude onde os requerentes de asilo ficam temporariamente instalados, tal como previsto na lei e de acordo com as regras da União Europeia, apresentando sempre os hóspedes como “pessoas a viver à custa do Estado”, fazendo muitas vezes publicações em que ridicularizava aqueles cidadãos.
Segundo Gonçalves, a produção custou 4,5 mil euros, paga com doações conseguidas via pedidos nas publicações, nas quais se disponibilizam números de MB WAY, PayPal e bitcoin, para quem não quer deixar registo da doação.

## Histórico
O grupo surgiu em junho de 2023, quando os líderes Afonso Gonçalves e Alexander Gazur deslocaram-se a Évora com o propósito de “invadir e interromper de maneira muito agressiva” o evento anual do Mês do Orgulho da cidade, o “Pride dos pequeninos”. Gonçalves tentou interromper o evento por 10 a 15 minutos, gritando em um alto-falante, sendo detido por uma barreira de polícias e participantes do Pride. Embora apenas três a cinco pessoas se tenham reunido para o protesto, a cobertura dada pelos órgãos de comunicação social atraiu a atenção de apoiadores do partido político de extrema-direita Chega!, alguns dos quais já haviam assediado membros do Mês do Orgulho de Évora no início da semana, e que expressaram apoio às suas ações. O novo grupo angariou um conjunto de novos apoiadores com processo de inscrição formal, criando a Reconquista como um movimento.
A 4 de julho, o grupo organizou uma manifestação na Praça Martim Moniz, em Lisboa com o lema “Não há Portugal B”, variação do lema ambientalista “não há planeta B”. A 29 de julho, a Reconquista reuniu-se novamente, agora no Serviço de Estrangeiros e Fronteiras (SEF), para protestar contra o plano de regularização de cerca de 170.000 imigrantes, que aguardavam num limbo legal a renovação das suas residências devido à pandemia de Covid-19. Embora o plano não implicasse trazer mais imigrantes para Portugal, mas sim a regularização dos que já se encontravam no país, o grupo reuniu-se frente ao escritório vazio do SEF em Lisboa para protestar contra o que considerou evidência da “substituição populacional”, frase que ecoa a teoria da conspiração nacionalista branca “Grande Substituição”.
Em setembro de 2023, invadiram a apresentação pública do livro "No meu bairro", de Lúcia Vicente, numa livraria de Lisboa, levando a múltiplas reações de condenação, incluindo do então Presidente da Assembleia da República, Augusto Santos Silva.
Em outubro de 2023, Gonçalves planeava o lançamento oficial do seu grupo numa espécie de congresso que seria realizado em Lisboa a 21 desse mês, dia em que o D. Afonso Henriques tomou Lisboa “aos muçulmanos”. A plataforma do partido pede a deportação em massa de imigrantes não europeus e a promoção do retorno de emigrantes portugueses, o fim do aborto legal, o fim dos divórcios sem culpa, a proibição de “partidos marxistas” e da promoção do feminismo, e a “terminação e expropriação de todos os institutos e organizações que promovem o ódio a Portugal”.
Em janeiro de 2024, iniciou uma série de 18 vídeos intitulada A Grande Invasão, propaganda anti-imigração visando atuar no viés de confirmação da população, baseiada na teoria da conspiração nazifascista e nacionalista branca da Grande Substituição.
A 25 de abril de 2024, por ocasião das comemorações dos 50 anos da Revolução dos Cravos, cerca de 20 membros do Reconquista manifestaram-se na Praça do Comércio, escoltados pela polícia, defendendo, entre outras ideologias, a teoria conspiracionista da Grande Substituição.